# Забаштанский, Владимир Емельянович
Владимир Емельянович Забашта́нский (укр. Володимир Омелянович Забаштанський; 1940—2001) — советский и украинский поэт и переводчик.

## Биография
Родился 5 октября 1940 года в Браилове (ныне Винницкая область, Украина). После окончания семилетней школы, поступил в ремесленное училище в городе Макеевка (Донецкая область). С 1957 работал на строительстве, кочегаром. В 1958 году в результате взрыва потерял зрение и обе руки. Два года находился на излечении в Киевском институте травматологии и ортопедии, затем окончил вечернюю школу рабочей молодежи.
В 1969 году с отличием окончил филологический факультет КГУ имени Т. Г. Шевченко.
Вёл литературную школу-студию «Кобза».
Умер 2 декабря 2001 года. Похоронен в Киеве на Лесном кладбище.

## Творчество
Начал печататься с 1960 года. Автор поэтических сборников:
- «Наказ каменярів» (1960),
- «Віра в людину» (1971),
- «Моя вузькоколійка» (1973),
- «Гранітні краплі» (1975),
- «Крицею рядка» (1977),
- «Вага слова» (1981),
- «Запах далини» (1982),
- «Треба стояти» (1986),
- «Жага життя» (1987),
- «Мужністю завдячую тобі» (1988),
- «Древо роду» (1990),
- «Найкревніша рідня» (1999) и др.

Круг творческих интересов и увлечений В. Забаштанского — труд и быт современника, героические проявления его характера, мужество, корчагинскиек традиции в жизни молодежи, беззаветная преданность коммунистической идее.
Занимался переводами произведений азербайджанских, армянских, белорусских, болгарских, грузинских, казахских, латышских, литовских, молдавских, русских, татарских, туркменских, эстонских авторов.

## Награды и премии
- орден «Знак Почёта» (22.07.1982)
- орден «За мужество» III степени (1997)
- Почётная грамота Президиума Верховного Совета УССР
- Государственная премия УССР имени Т. Г. Шевченко (1986) — за сборник стихов «Запах дали» и новые стихотворения в периодической печати.
- премия Ленинского комсомола Украины имени Н. А. Островского (1974)
- премия имени Владимира Свидзинского (2001).